# 유럽 연합의 역사
유럽 연합은 유럽 대륙의 대부분을 포함하는 특이한 지정학적 독립체이다. 수많은 조약하에 설립되었으며, 6개의 회원국이 27개의 유럽 주요국로 팽창하는 과정을 겪었다.
유럽 연합의 발생일은 제2차 세계 대전 후의 시대인 1951년의 파리에서 "쉬망 선언"에 따라 설립된 유럽 석탄 철강 공동체, 또는 로마 조약이 설립한 유럽 경제 공동체까지로 거슬러 올라간다. 두 조직 모두 1993년에 지금의 이름으로 탄생한 유럽 연합의 일부분이 되었다.

## 1945 이전: 유럽의 생각
유럽의 많은 지역들은 이전에 로마 제국, 프랑크 왕국, 신성 로마 제국, 프랑스 제1제정, 나치 독일과 같은 무력으로 세워진 제국에 의해 하나가 되었었다. 평화적 의미의 유럽 영토의 통합은 왕조 간의 결합에 의해 이루어지기는 했지만, 폴란드-리투아니아 연방, 오스트리아-헝가리 제국과 같은 국가 단위의 결합은 일반적인 것보다 적었다. 주로 전쟁이 가져오는 황폐화 효과 때문에 많은 사람들이 통합된 유럽의 형태에 대한 몇가지 생각을 했는데, 대표적인 인물이 윌리엄 펜, 빅토르 위고, 쥐세페 마치니 같은 사람이다.
이러한 생각들은 수많은 생명을 앗아간 제1차 세계 대전 이후에 더욱 커져갔고, 국제 범유럽 연합과 같은 조직을 만들기에 이르렀으나, 제2차 세계 대전 이후까지 이어지지는 못했다.

## 1945-1957: 석탄과 철강으로부터의 평화
1939년부터 1945년까지의 제2차 세계 대전은 인적, 경제적 대가가 유럽을 강타한 것을 잘 보여주었다. 예를 들면 홀로코스트를 통해 전쟁과 과격주의의 공포를 보여주었다. 다시 한번 전쟁이 발생하지 않기를 갈망했고, 특히나 전쟁이 가져온 핵무기나 초강대국들에 의한 이데올로기적 대립같은 것이 일어나지 않길 바랐다.
독일의 평화위협을 불가능하게 하기 위해, 독일의 중공업은 부분적으로 철거 당했다. 그리고 주요 석탄 생산지역도 분리하거나(자를란트, 실레시아), 국제적인 관리 하게 두게 하였다(루르 지방).
1946년, 윈스턴 처칠의 "유럽 합중국" ("United States of Europe") 발언은 점차 커져서, 1949년에 유럽 이사회가 최초의 범유럽적인 기관으로 설립되었다. 다음해인 1950년 5월 9일, 프랑스 외무부 장관 로베르 쉬망이 유럽의 석탄과 철강 산업 — 이 두 자원이 전쟁 무기를 만드는데에 필요한 필수 자원이다 — 을 통합하는 공동체를 만들자고 제안했다(쉬망 선언).
이 연설을 기초로 하여 1951년에 프랑스, 이탈리아, 베네룩스 3국과 서독이 함께 파리 조약에 서명하고 유럽 석탄 철강 공동체를 설립하였다. 다음해인 1952년에 루르 지방의 국제적 권한을 이양받았고, 독일의 몇가지 산업 생산력의 제한을 줄이게 하였다. 이것은 최고의 권위(지금은 유럽 위원회)와 공동 모임(지금은 유럽 의회)를 가진 첫 번째 기관의 탄생이었다.
방위(유럽 방위 공동체)와 정치적 공동체(유럽 정치 공동체)를 만들려는 시도가 실패로 돌아간 후, 메시나 회의에서 만난 지도자들은 스파크 위원회를 설립하고 스파크 보고서를 발간했다. 이 보고서는 비엔나 회의(1956년 5월 29일-30일)에서 나온 정부간 협의회를 조직한다는 결정을 수용했다. 공동 시장 및 유라톰에 관한 정부간 협의회에서는 경제적인 단일화에 초점을 맞추어, 로마 조약에 따라 1957년에 유럽 경제 공동체와 유럽 원자력 공동체 (유라톰)을 설립하였다.

## 1958-1972: 세 공동체

새로운 두 개의 공동체는, 비록 이들이 같은 재판소와 공동 회의를 공유하지만, ECSC와는 별개로 만들어졌다. 새로운 공동체의 임원은 ECSC의 "최고의 권위"에 대응하는 의미로, 위원회라고 불리었다. EEC는 월터 홀슈타인 (홀슈타인 위원회)이 이끌었고, 유라톰은 루이 아르망 (아르망 위원회)이 이끌었다. 유라톰은 핵에너지에 관한 부분을 통합하였고, EEC는 회원국간의 관세 동맹을 발전시켰다.
1960년대에 제한적인 초국가적 힘을 추구하는 프랑스와 회원국이 되길 거부하는 영국간에 긴박함이 나타나기 시작했다. 그러나 1965년에 세 공동체를 하나로 합치자는 제안이 나왔고, 이 합병 조약이 브뤼셀에서 체결되어 1967년 7월 1일에 유럽 공동체가 설립되었다. 진 레이가 첫 번째 통합 공동체의 의장이 되었다. (레이 위원회)

## 1973-1993: 확대

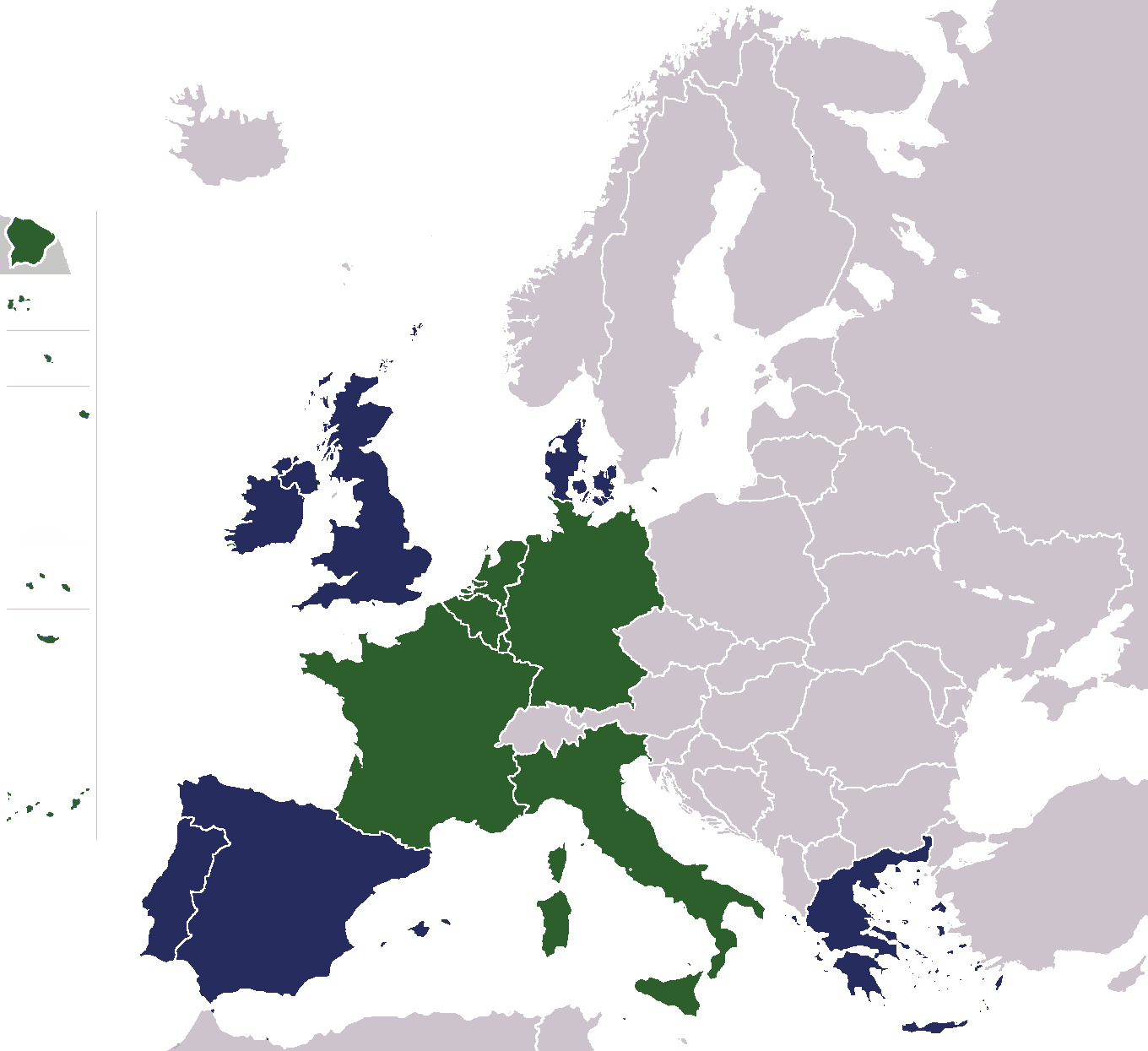
공동체의 확대 (90년대)
초록색: 6개 설립국.
파란색: 새로운 국가.

많은 협상 끝에 프랑스 정부가 바뀜에 따라서 덴마크, 아일랜드, 영국(지브롤터도 함께 가입)이 1973년 1월 1일에 유럽 연합에 가입하였다. 이것은 최초의 중심 정책지역으로의 확대이다. (자세한 것은 유럽 연합의 확대 참조)
1979년, 유럽 의회는 전반적인 찬성에 의해 최초의 직접 선거를 치렀다. (자세한 것은 유럽 의회의 역사 참조) 410명이 선출되었고, 이들은 최초의 여성 의장을 선출하였다.
그 후의 확대는 그리스였는데, 가입 신청 6년 만인 1981년 1월 1일에 회원국이 되었다. 1985년에는 덴마크의 지방자치 정책에 의해 그린란드가 공동체를 탈퇴하는 투표를 하였다. 1986년 1월 1일에는 스페인과 포르투갈(1977년에 가입 신청)이 세 번째 확대로 회원국이 되었다.
1985년에 선출된 의장 자크 들로르는 (들로르 위원회) 1986년에 유럽기를 도입하였다. 합병 조약 이래로의 유럽 연합의 조약의 최초의 주요 개정에서, 1986년 2월, 지도자들은 단일 유럽 법령에 사인하였다. 제도의 개정과 함께 공동체 세력의 확장—특히 외무 정책에 관한 것을 포함하여—을 포함한 개정본이 배포되었다. 이것은 단일 시장으로 만드는 데에 중요한 요소이고, 단일 유럽 법령은
1987년 7월 1일에 효력이 발생되었다.

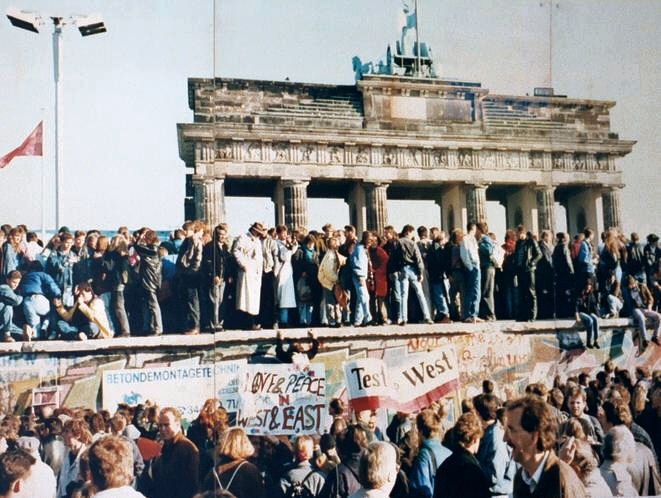
철의 장막의 붕괴가 유럽 연합의 확대를 동쪽으로 가능케 하였다.
(베를린 장벽)

1987년에 터키가 공식적으로 공동체에 가입 신청을 하였고, 어떤 국가보다 더 긴 신청과정이 시작되었다. 1989년에 동유럽의 격변으로 인해 철의 장막을 따라 베를린 장벽이 무너져 내렸다. 독일은 재통일되었고, 동유럽국가들에 대한 확대의 문이 활짝 열리게 되었다.
새로운 확대의 물결 도중에, 1992년 2월 7일, 마스트리흐트 조약이 체결되어 유럽 연합이 설립되어 다음 해부터 시행되게 되었다.

## 1993-1999: 유럽 연합
1993년 11월 1일에 세 번째 들로르 위원회하에서 마스트리흐트 조약 (유럽 연합에 관한 조약)이 효력이 발생하여, 연합의 필라 시스템에 의해 유럽 연합이 만들어졌다. 1994년의 유럽 의회 선거가 개최되어 유럽사회당이 유럽 의회 최다 의석수를 얻게 되는 결과가 나타났다. 유럽 이사회는 자크 상테르를 유럽위원회 의장으로 추천하였는데, 그는 예상 당선 2순위로 여겨졌다. 의회는 가까스로 상테르를 의장으로 승인하였지만 상테르 위원회는 416명의 유효 투표수 가운데 103표를 얻어 큰 지원을 얻었고, 상테르는 마스트리흐트 조약하에서 그의 새로운 힘을 이용하여 위원회 위원들의 선택을 넘어서는 더 큰 지배력을 사용하였다. 상테르 위원회는 1995년 1월 23일에 업무를 시작하였다.
1994년 3월 30일, 오스트리아, 스웨덴, 핀란드, 노르웨이와의 가입 협상이 결론지어졌다. 각각의 국가들은 가입에 대한 국민투표를 하여 대다수가 가입을 희망하였지만, 노르웨이만이 EU에 가입하지 못하였다. 그러나 노르웨이는 아이슬란드, 리히텐슈타인과 더불어 1994년 1월 1일부터 효력이 발생한 유럽 경제 지역에 참가하였다. 또한 1993년에 만들어진 단일 유럽 시장인 유럽 자유무역지대 국가가 되었다. 스위스도 유럽 연합에 가입할 예정이었지만, 국민투표에서 부결되었다. 다음 해, 솅겐 조약이 7개국 간에 효력이 발생하였고, 1996년 말에는 거의 대부분의 가입국에게 확대되었다. 1990년대는 또한 유로의 발전을 보여주었던 때였다. 1994년 1월 1일 EMU이 유럽 통화 연구소의 설립과 함께 시작되었고, 1999년 초에 유로가 통화로서 도입되었고 유럽 중앙은행이 설립되었다. 그러나 유로가 실제적인 통화가 되기에는 몇 년의 시간이 더 필요하였고, 그 후에 이전에 사용되던 통화가 폐지되었다.
90년대 동안, 발칸 반도에서의 분쟁에 의하여 유럽연합의 공동외교안보정책 (CFSP)의 발전이 강한 자극을 얻게 되었다. EU는 분쟁이 시작하려는 동안 대응하는데 실패하였고, 네덜란드의 UN 평화유지군은 보스니아 헤르체고비나에서 벌어진 2차 대전 이후의 가장 큰 대량 학살인 스레브레니차 대학살 (1995년 7월)을 막지 못하였다. 북대서양 조약 기구 (NATO)는 결국 전쟁에 끼어들게 되어 폭탄 투하를 함으로써, 교전국들을 협상 테이블로 끌어내었다. 1999년 3월 24일, 코소보의 상황은 유럽연합의 공동외교안보정책이 코소보에서 선언서를 발표하게 하였고 나토가 코소보와 세르비아의 중재에 나서게 되었다. 보스니아 분쟁보다 더 큰 EU의 간섭이 코소보 분쟁에서 이루어졌고, EU의 유고슬라비아의 분쟁을 막지 못한 실패, 또는 빠른 해결을 하지 못한 것이 EU의 국제관계에 있어서의 영향력을 더 크게하려는 욕구를 증가시키게 되었다. EU의 초기 국제 정책 경험은 1999년 5월 1일에 효력이 발생된 암스테르담 조약에서 더욱 강조되기에 이르렀고, 1997년에 서유럽 연합 지도자들이 발표한 선언문에서 EU와 나토와 연계된 이 기구의 역할을 강조하였다.
그러나 이러한 성공도 1999년 3월의 예산 위기 때문에 빛을 잃었다. 의회는 재정적으로 잘못된 운영, 사기, 혈연·지연 등의 등용을 근거로 들어 1996년의 유럽연합의 예산에 대한 승인을 거절하였다. 의회는 이 상황을 조사하기 위한 위원회를 발족하여 1999년 3월 15일에 결과에 대한 보고서가 제출되었고 이는 유럽위원회에 대단히 치명적이었다. 임원들을 지지하는 유일한 주요 정당이었던 사회당마저 상테르에 대한 지지를 포기하였고 유럽의회와 같이 이들을 축출할 준비를 하였다. 이에 상테르 위원회의 전 참가 임원들은 보고서가 출간되던 밤에 모두 사직하였다. 이 사태는 코소보와 같은 국제적 위기에도 불구하고 위원회의 위치에 심각한 피해를 주었다. 그리고 이사회를 비롯한 다른 기구들의 위원회에 대한 의심이 점차 증가해갔다. 유로회의론의 포스트-들로르 분위기가 이사회와 의회에 스며들기 시작하여 끊임없이 위원회의 지위에 대한 도전이 지난 몇 년간 이어졌다. 이에 대하여, 반-사기 감시단인 OLAF를 후속 위원회가 빠르게 설립하였다.

## 1999-2004: "유럽의 국무총리"
이와 관련된 내용은 프로디 위원회입니다
1999년 5월 1일, 암스테르담 조약이 효력을 발효하였다. 5월 5일에 유럽의회는 로메이노 프뤄디를 위원회의 의장으로 승인하였다. 암스테르담 조약의 새로운 지배력하에서, 프로디는 사람들에게 "최초의 유럽의 국무총리"로 칭해졌다. 6월 4일, 하비에르 솔라나가 위원회의 사무총장으로 지명되었고 증원된 공동외교안보정책의 상원위원들은 코소보에서의 중재를 허락하였다. - 이로써 솔라나는 유럽의 최초의 외무부 장관으로 여겨지게 되었다.
1999년 6월 10일부터 13일까지 다섯 번째 유럽 의회 선거가 15개 가입국에서 개최되었다. 6월 20일에 니콜 폰테인을 유럽의회 회장으로 선출하고 이는 9월 15일에 프로디 위원회에 의해 승인되고, 그 후에 활동을 시작하였다. 이에 대하여 상테르 위원회에 대한 최근 스캔들을 조사했던 OLAF가 6월 18일에 조직되어 연합 내의 기구에서 사기에 대한 투쟁을 시작하였다. 후에 의회는 퐷 콕스를 새로운 의장으로 2002년 1월 16일에 선출하였다.

### 유로
유로가 성립되던 초기인 1999년, 2000년에 위원회는 그리스를 2001년부터 유로존의 회원국으로 가입시키기 위해 추천하였다. 그러나 덴마크와 스웨덴 모두 각각 2000년 9월 28일과 2003년 9월 14일에 열린 국민투표에서 통화로 사용하는 것이 거부되었다. 2002년 1월 1일, 통화로서의 유로가 12개 유로존 국가들 내에서 통용되기 시작하였고, 2월 28일부터 유로존의 법정통화가 되었다.

### 조약
2004년의 임박한 확대를 처리하기 위해 유럽 지도자들이 2000년 12월 7일 니스에서 회의를 가졌다. 이 회의에서 추가로 가입하는 회원국에 대한 연합의 기능을 보증하는 새로운 조약을 만들기로 하였다. 니스 조약이 2개월 후인 2001년 2월 26일에 체결되었고, 2003년 1월 1일부터 효력이 발효되었다.
위원회와 유럽의회는 니스 정부간 협약이 제도적인 구조의 개선이나 유럽 공공 검찰관과 같은 새로운 권력의 도입 등의 유럽 연합의 다양한 제안이 채택되지 못하자 실망하였다. 유럽 의회는 니스 조약에 반대하는 결의문을 통과시키겠다고 위협하였다. 비록 공식적인 거부권은 없지만, 이탈리아 의회 또한 유럽 의회의 지원 없이는 비준을 하지 않겠다고 위협하였다. 그러나 결국 이것은 이루어지지 않았고, 유럽 의회는 조약을 승인하였다.
니스 조약이 비준되는 기간 동안, 유럽 대표자회의는 2002년 2월 28일에 얼마 후인 7월 23일에 효력이 만료되는, 유럽 석탄 철강 공동체의 설립에 관한 조약인 paris 조약에 대한 유럽 헌법 개정 작업을 시작하였다. 유럽 대표자회의의 작업을 기초로 하여 제의된 원문을 수정하기 위한 정부간 협의회 (IGC)가 2003년 10월 4일에 로마에서 개최되었다. 이것은 2004년 10월 28일, 로마에서 모든 유럽 연합 지도자들에 의해 서명되었다.

### 다섯 번째 확대
1990년대부터, 다수의 국가들이 유럽연합에 가입하길 희망하였다. 1995년부터 가입을 희망했던 터키를 제외하고 12개의 국가들이 가입절차를 통과하였다. 가입한 국가들은 지중해 국가인 몰타와 키프로스, 옛 유고슬라비아의 일원이었던 슬로베니아와 동부 유럽의 9개국(에스토니아, 라트비아, 리투아니아, 폴란드, 체코, 슬로바키아, 헝가리, 루마니아, 불가리아)이었다.
키프로스는 통합된 섬 전체로 가입하길 원했었다. 그러나 북키프로스는 1974년에 벌어진 터키의 키프로스 침공 이후로 국제적으로 승인된 정부인 키프로스 공화국의 관할 밖에 있었다. 키프로스 논쟁에 대한 결의문인 아난 계획은 2004년의 국민투표 결과, 그리스계 키프로스인에 의해 부결되었다.
가입 협정은 2003년 4월 16일에 아테네에서 조인되었다. 루마니아와 불가리아는 10개 국에 이어 2004년에 가입 협정을 맺었다.
결국, 2004년 5월 1일에 유럽 연합은 15개 회원국에서 25개 회원국으로 확대되었고, 이는 연합 역사상 가장 큰 단일 확대였다. 전체 인구수는 3억 8,100만 명에서 4억 5,600만 명으로 상승했으며, 면적 역시 3,367천 km2에서 4,104천 km2로 증가하였다. 10개국의 가입으로 162명의 유럽 의회 의원수 증가가 있었고, 10명의 위원가 늘어나 5월 1일에 프로디 위원회에 참가하게 되었다..

## 2004-현재: 현재의 역사
이와 관련된 내용은 바호주 위원회입니다

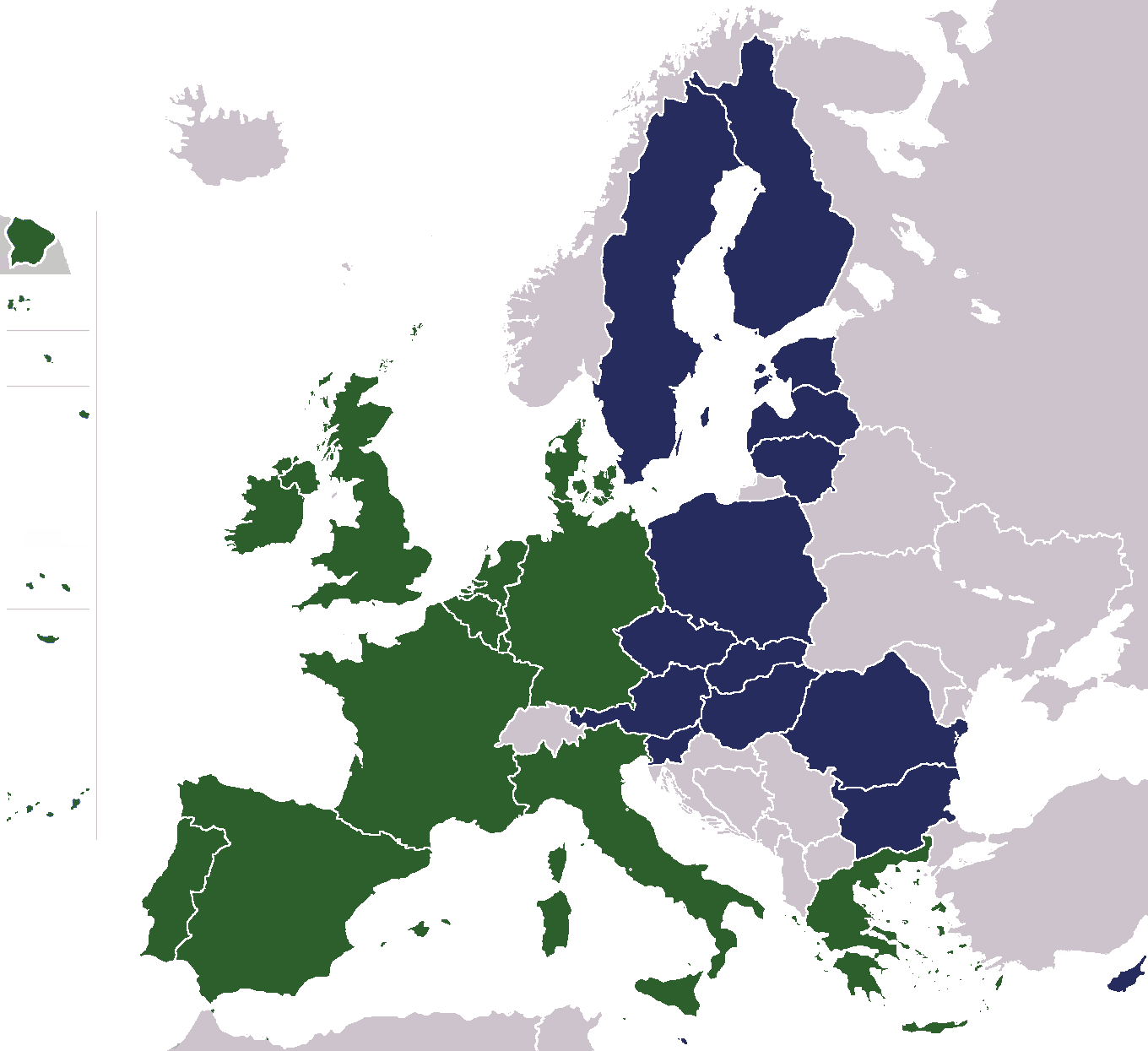
1993년 ~ 현재까지의 확대
녹색: 마스트리흐트 이전.
파랑: 새로운 국가들.

2004년 6월 10일부터 13일까지 25개 회원국들이 참가한 역사상 가장 큰 초국가적 선거가 이루어졌다. (전 세계에서 두 번째로 큰 민주적 선거였다.) 2004년의 여섯 번째 유럽 의회의 선거 결과는 유럽국민정당-유럽민주주의자 그룹의 두 번째 승리로 돌아갔다. 또한 45.5%라는 가장 낮은 투표율을 보여주었는데, 이는 두 번째 50% 이하 결과였다.
2004년 7월 22일, 새 의회는 조제 마누엘 두랑 바호주를 다음 위원회 의장으로 선출하였다. 그러나 바로수와 그의 새로운 25명의 위원들은 곤란한 상황에 직면하게 되었다. 그와 많은 수의 지원자에 대한 반대 의견으로 인해 그의 선출을 무효화 하고 재선거를 하자는 요구가 의회에서 일어났다. 프로디 위원회는 권한을 11월 22일까지 연장하여, 새로운 위원들이 최종적으로 승인될 때까지 임기를 보내었다.

### 제도상의 개혁

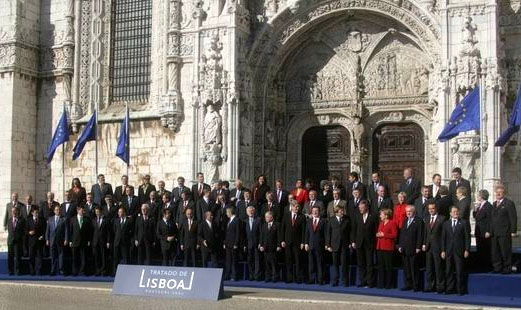
유럽연합의 의사결정의 능률적인 처리를 위해 만들어진 리스본 조약. 현재 비준 과정을 거치고 있다.

이와 관련된 내용은 유럽 헌법과 리스본 조약입니다
2004년 10월 28일, 유럽 헌법이 바로수 위원회가 발족하기 며칠 전에 승인되었다. 헌법의 비준은 우선적으로 의회에서의 승인에 따르지만, 몇몇 국가들은 2005년 동안 국민투표를 진행하였다. 첫 번째 국민투표는 스페인에서 열렸는데, 77%의 찬성으로 헌법이 비준되었다. 그러나 프랑스에서는 투표자 중 58%의 반대로 인해 비준이 주요한 걸림돌이 되었다. 얼마 후에 이루어진 네덜란드에서의 국민투표에서는 프랑스에서의 반대 결과와 복합적으로 연관되어 61%의 반대로 부결되었다. 57%로 비준이 통과된 룩셈부르크와 같은 몇몇 국가에서는 여전히 승인하려고 하지만, 이것은 대부분 비준이 중지되었다는 의미였다. 그러나 비준은 변화없이 이루어졌고, 각 지도자들은 부결보다는 "재고의 기간"을 둔다고 발표하였다.
2007년, 지도자들은 공식적으로 이 기간을 끝내고 로마 조약 50주년 기념일인 2007년 3월 25일의 베를린 선언을 통해 비준을 통과시켰다. 이 선언은 2009년의 선거로 인한 새로운 제도의 정착을 찾을 수 있는 새로운 자극을 주려는 의도였다. 같은 해 말, 유럽 이사회는 헌법이 중단되는 것에 동의 하였다. 그렇지만 이 헌법의 대부분의 변화점은 수정조약을 통해 계속 존속시키게 된다. (이와는 대조적으로 이전의 조약들을 대체하기 위해서는 "국가적인" 요소를 가지고 있어야 한다.) 2007년 12월 13일, 리스본 조약이라 명명한 조약은 체결되었고, 2008년 말이 되기 전에 비준될 것으로 예상되었고 2009년 1월 1일부터 효력이 발생할 것이라고 예상했다. 헌법과는 달리 리스본 조약은 아일랜드에서의 국민투표만이 당면과제였다. 그러나 2008년 6월 12일 화요일에 실시된 국민투표 결과 53%의 반대로 리스본 조약의 비준이 거부되었다. 그러나, 2009년 10월 3일에 재실시된 아일랜드 국민투표에서 찬성 67.13%-반대 32.87%로 통과되었다. 이에 따라 리스본 조약의 발효가 가시화되었고, 2009년 12월 1일 발효되었다.

### 확대와 유로
2007년 1월 1일에 루마니아와 불가리아가 회원 자격을 취득하며 다섯 번째 확대가 완료되었다. 53명의 유럽 의회 의원수가 늘어났으며, 두 명의 위원회 위원이 늘어났다. 루마니아의 위원회 의원은 유럽 연합의 다언어 사용 정책에 따라 다언어 위원으로 선정되었다. 이는 한 언어만의 시각에서 본 좁은 영역을 비평하기 위함이다.
2007년부터 2015년까지 슬로베니아(2007년 1월 1일), 몰타, 키프로스(2008년 1월 1일), 슬로바키아(2009년 1월 1일), 에스토니아(2011년 1월 1일), 라트비아(2014년 1월 1일), 리투아니아(2015년 1월 1일)가 유로를 도입했다.
2013년 7월 1일에는 크로아티아가 유럽 연합 회원국이 되었다. 2016년 6월 23일에는 영국이 유럽 연합 회원국 국민투표를 통해 영국의 유럽 연합 탈퇴(브렉시트, Brexit)를 결정했다.

## 같이 보기
- 유럽 연합의 역사 연표
- 유럽 연합의 확대
- 유럽 연합의 창립자
- 유럽의 역사
- 유럽의 제2차 세계 대전 종전
- 냉전
- 1989년 혁명
- 독일의 재통일
- 유고슬라비아의 해체
- 마스트리흐트 조약
- 유럽 연합의 역사 (1993년-2004년)
- 유로존
- 2006년 몬테네그로 독립 국민투표
- 2008년 코소보 독립선언